# Альфред фон Кюне
Альфред Кюне, з 18 січня 1901 року — фон Кюне (нім. Alfred von Kühne; 2 січня 1853, Веймар — 8 березня 1945) — німецький воєначальник, генерал кінноти запасу (27 січня 1915).

## Біографія
В 1877 році вступив в Олденбурзький драгунський полк № 19. В 1900-05 роках — командир Магдебурзького гусарського полку № 10. 18 серпня 1905 року очолив 31-у кавалерійську бригаду в Страсбурзі, а 19 жовтня був призначений командиром великого формування. З 2 вересня 1907 по 26 січня 1911 року — командир 4 -ї гвардійської кавалерійської бригади в Потсдамі. З 2 лютого 1911 року — інспектор 1-ї кавалерійської інспекції. 14 березня 1912 року вийшов на пенсію.
З початком Першої світової війни Кюне був призваний на службу і призначений командиром 13-ї резервної дивізії. Учасник боїв на Західному фронті, включаючи битву за Верден. З квітня 1918 по лютий 1919 року — командир 226-ї піхотної дивізії.
Кюне мав багато інтересів, вільно розмовляв і писав латиною, грецькою, італійською, французькою та англійською мовами.

## Оцінка сучасників
Великий герцог Ернст Людвіг Гессенський після спілкування з Кюне відзначив, що той справив «глибоке враження… людини з дуже великим серцем, яка щиро любить свої війська.»

## Сім'я
29 червня 1882 року одружився з Еллою Анною Генрієттою фон дер Марвіц (1860). В пари народились 4 дітей:
- Гайнц Густав Ойген Людвіг (1884) — гауптман охоронних частин в Німецькій Південно-Західній Африці.
- Кріста Марі Розалія (1885) — доктор природничих наук.
- Ганс Георг Родеріх Герман (1890—1914) — лейтенант 1-го лейбгусарського полку № 1; загинув у бою.
- Феліцітас Елла Августа (1896)

## Нагороди
- Столітня медаль
- Хрест «За вислугу років» (Пруссія)
- 18 січня 1901 року отримав спадковий дворянський титул.
- Орден Корони (Пруссія) 1-го класу
- Орден Червоного орла 2-го класу з дубовим листям і короною (березень 1912)
- Почесний хрест ветерана війни з мечами